# Focke-Achgelis Fa 223

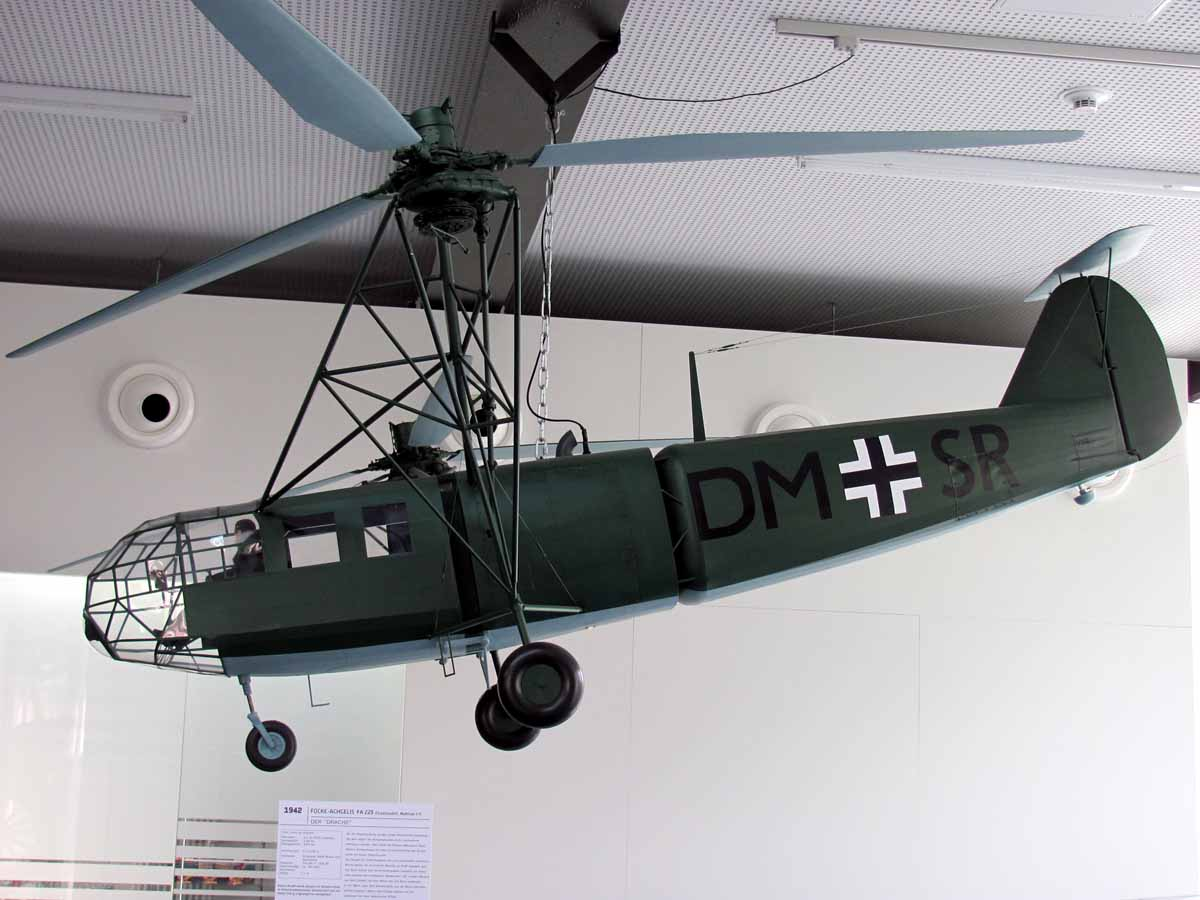
Макет Focke-Achgelis Fa 223

Focke-Achgelis Fa 223 Drache (Дракон) — перший у світі серійний вантажний гелікоптер.

## Історія
Генріх Фокке і пілот Герд Ахгеліс створили 1937 компанію «Фоке-Ангеліс». Наприкінці 1930-х рр. після тестування Focke-Wulf Fw 61 Ганною Райч міністерство авіації доручило компанії Focke-Achgelis на базі його конструкції і досвіду експлуатації розробити більший гелікоптер. Прототип Fa 223 V1 випробували у жовтні 1939. Капітан Карл Боде 3 серпня 1940 здійснив на ньому перший політ. З 1941 до серійного виробництва підготували модель Fa 223 E, як багатоцільового гелікоптера. Мотор, ротор, трансмісію мали виготовити на BMW. Виробництво мали почати на фабриці Focke-Achgelis у Дельменгорст, але після бомбардування перенесли до Лаупгайм біля Ульм. До кінця війни завершення збирання гелікоптерів перенесли з Weser-Flugzeugbau до Берлін-Темпельгоф. Та через значні втрати в час бомбардувань вдалось зібрати близько 20 гелікоптерів.
У баварському Аінрінгу у лютому 1945 створили 40 транспортну ескадрилью під командуванням капітана Сеппа Штангля з 20 Fa 223 і 24 Flettner Fl 282. Через бомбардування її перенесли до австрійського Аіген ім Енншталь. Через наступ Червоної армії 5 травня 1945 гелікоптери перебазували у напрямку долини Зальцаху, де вони дістались американцям.
У Прауст біля Данцігу на початку війни створили перший рятувальний екіпаж, який 6 березня 1945 врятував пілота Bf 109 G-8, який через хурделицю розбився.
У Чехословаччині на заводі Avia зібрали 2 Vr-1 із запчастин Fa 223 (1945–1955). У Франції на його базі зібрали гелікоптер SE 3000.

### Технічні дані Focke-Achgelis Fa 223

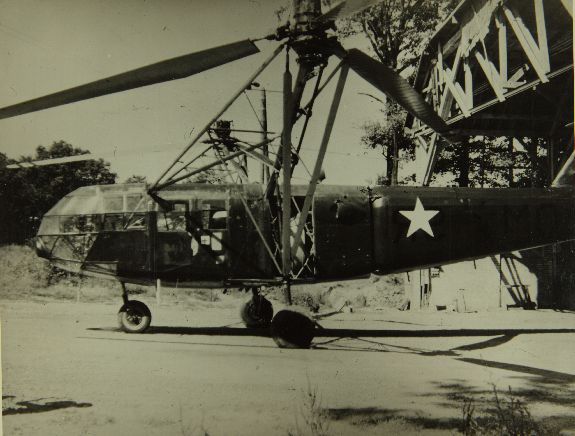
Трофейний Fa 223. 1945

|                              |                             |
| Параметри                    | Значення                    |
| Діаметр гвинтів              | 12,0 м                      |
| Відстань між осями гвинтів   | 12,5 м                      |
| Довжина корпусу              | 12,25 м                     |
| Висота                       | 4,35 м                      |
| Мотор                        | радіальний BMW-Bramo 323    |
| Потужність мотору            | 1000 к.с. (кВт)             |
| Максимальна швидкість вперед | 176 км/год.                 |
| Крейсерська швидкість        | 120 км/год.                 |
| Бічна швидкість              | 10 км/год.                  |
|                              |                             |
| Робоча висота польоту        | 4880 м                      |
| Дальність польоту            | 700 км                      |
| Вага порожнього              | 3180 кг                     |
| Польотна вага                | 3860 кг                     |
| Максимальна польотна вага    | 4315 кг                     |
| Озброєння                    | 1×кулемет MG 15             |
| Екіпаж                       | 2                           |
| Вантаж                       | 4 солдата чи 500 кг вантажу |
|                              |                             |